# Vilai Kulungsy
Vilai Kulungsy (* 24. September 2000) ist ein laotischer Fußballspieler.

## Karriere
Vilai Kulungsy stand von 2019 bis Januar 2023 beim laotischen Erstligisten Lao Police FC in der Hauptstadt Vientiane unter Vertrag. Für den Verein bestritt er 14 Ligaspiele. Am 1. Februar 2023 verpflichtete ihn der ebenfalls in der ersten Liga spielende Young Elephants FC. Am Ende der Saison feierte er mit den Elephants die laotische Meisterschaft.

## Erfolge
Young Elephants FC
- Laotischer Meister:  2023